# Cantó de Pont-d'Ain
El cantó de Pont-d'Ain és un cantó francès del departament de l'Ain, situat al districte de Bourg-en-Bresse. Té 11 municipis i el cap és Pont-d'Ain.

## Municipis
- Certines
- Dompierre-sur-Veyle
- Druillat
- Journans
- Neuville-sur-Ain
- Pont-d'Ain
- Priay
- Saint-Martin-du-Mont
- Tossiat
- La Tranclière
- Varambon

## Història
| Data d'elecció                           | Identitat     | Partit                      | Qualitat |
| ---------------------------------------- | ------------- | --------------------------- | -------- |
| 1945-19..                                | M. Ferrand    | radical                     |          |
| 19..-19..                                | M. Favellet   | Divers gauche, després SFIO |          |
| 19..-1992                                | Jacques Boyon | UDR, després RPR            |          |
| 1992-                                    | Serge Fondraz | Divers gauche               |          |
| les dades anteriors no són pas conegudes |               |                             |          |
|                                          |               |                             |          |

## Demografia
| A partir de 1990: Població sense dobles comptes |